# Rząd Stanisława Kostki Potockiego
Rząd Stanisława Kostki Potockiego powstał 25 marca 1809 r. i przetrwał do maja 1813 r.

## Skład rządu
- Prezes Rady Ministrów Stanisław Kostka Potocki
- Minister Wojny książę Józef Poniatowski
- Minister Spraw Wewnętrznych Jan Paweł Łuszczewski
- Minister Policji Aleksander Potocki
- Minister Sprawiedliwości Feliks Franciszek Łubieński
- Minister Przychodów i Skarbu Tadeusz Dembowski

## Zmiany w rządzie
12 kwietnia 1809
- dymisja Ministra Przychodów i Skarbu Tadeusza Dembowskiego

13 lipca 1809
- Ministrem Przychodów i Skarbu został Jan Węgleński

30 września 1810
- dymisja Ministra Przychodów i Skarbu Jana Węgleńskiego, jego miejsce zajął Tadeusz Matuszewicz

1811
- zastępcą Ministra Wojny został Józef Wielhorski

24 listopada 1811
- dymisja Ministra Policji Aleksandra Potockiego

25 listopada 1811
- Ministrem Policji został Ignacy Sobolewski

26 czerwca 1812
- dymisja Ministra Spraw Wewnętrznych Jana Pawła Łuszczewskiego

19 września 1812
- Ministrem Spraw Wewnętrznych został Tadeusz Antoni Mostowski